# Torgils Knutsson

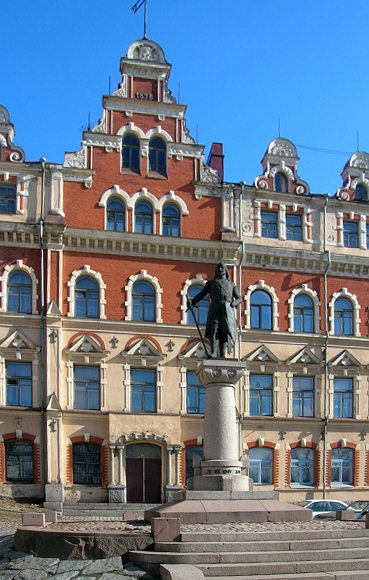
Pomnik Torgilsa Knutssona w Wyborgu

Torgils (także: Torkel lub Tyrgils) Knutsson (zm. 1306) – marszałek królewski (riksmarsk) Szwecji za czasów wczesnego panowania króla Birgera Magnussona (ur. 1280, pan. 1290-1321).
Urodził się w Aranäs w starym szlacheckim rodzie, spokrewnionym z panującą rodziną Folkungów. W dokumentach z 1288 roku jest wymieniony jako rycerz i członek riksrådu. Po śmierci króla Magnusa Birgerssona został regentem małoletniego króla Birgera oraz najważniejszym urzędnikiem w kraju (wdowa po Magnusie, Jadwiga z Holsztynu, nie cieszyła się zaufaniem, jako obcokrajowiec).
Po inwazji Nowogrodu na Häme w 1292 roku, Torgils poprowadził krucjatę przeciwko najeźdźcy. W 1293 podbił część Karelii i założył twierdzę w Viipuri (Wyborg). W 1300 roku poprowadził armię w górę Newy, budując nad nią twierdzę Landskrona.
W czasie konfliktu króla Birgera z jego braćmi, Knutsson zawsze stał po stronie króla. Pomógł mu zdobyć między innymi Nyköping oraz Kölsater (1305). W końcu jednak braciom Birgera udało się nastawić króla przeciwko swojemu marszałkowi. W grudniu 1305 został on aresztowany w swojej posiadłości w Lenie w Västergötland, przewieziony w kajdanach do Sztokholmu, a następnie w lutym 1306 ścięty. Jego ciało pozostawiono w miejscu kaźni, dopiero później zostało pochowane w kościele franciszkanów w Sztokholmie.
Torgils Knutsson miał dwie żony. Pierwsza, nieznana z imienia, urodziła mu córkę Kristinę, która poślubiła księcia Waldemara, późniejszego wroga Torgilsa. Drugą była Jadwiga, córka hrabiego Ravensbergu Ottona III.
Pomniki Torgilsa znajdują się m.in. w Sztokholmie i w Wyborgu.